# Giovanni Pacini

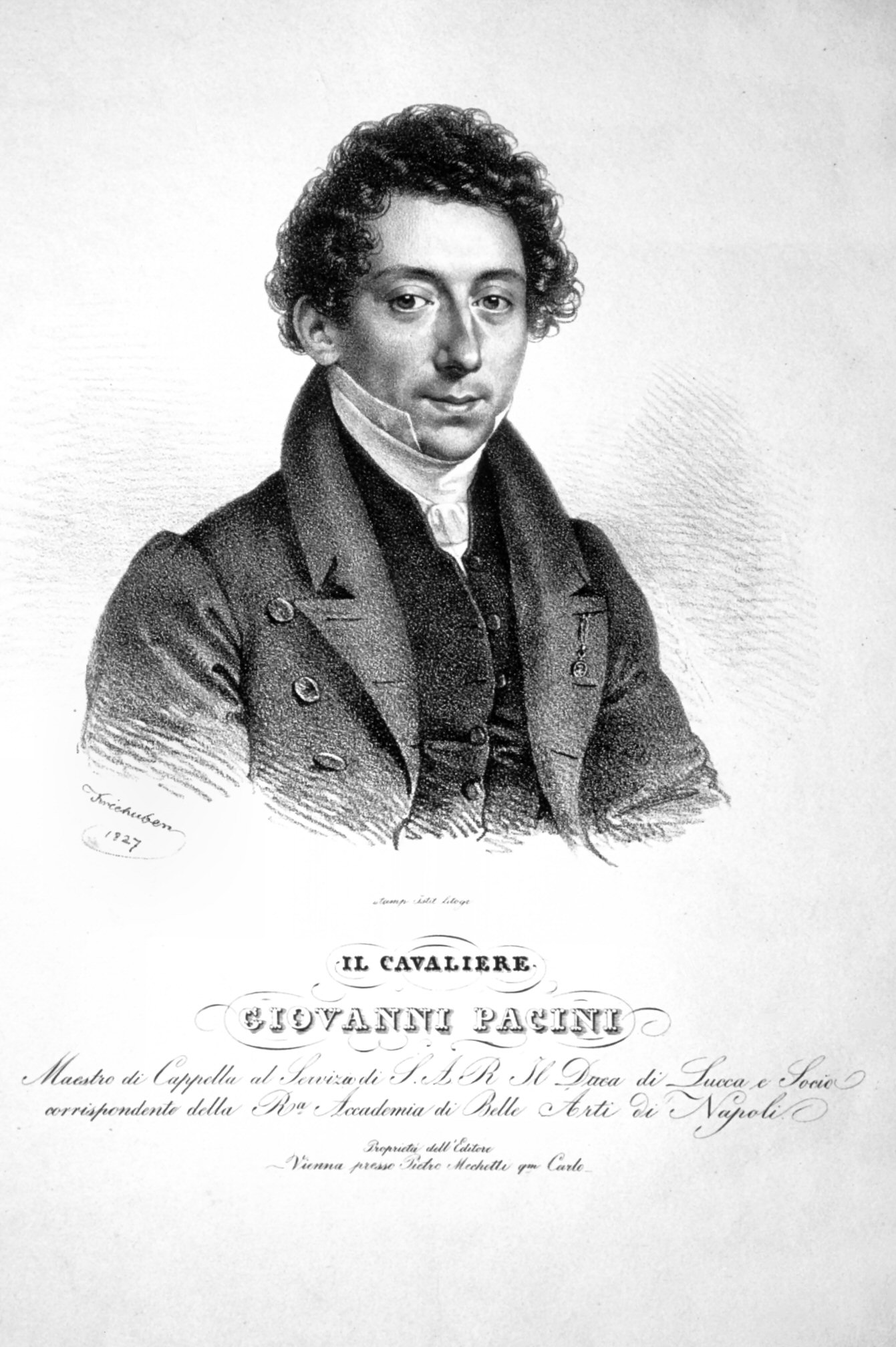
Giovanni Pacini, Lithographie von Josef Kriehuber, 1827

Giovanni Pacini (* 11. Februar 1796 in Catania; † 6. Dezember 1867 in Pescia) war ein italienischer Opernkomponist.

## Leben

### Kindheit und Jugend
Pacini hatte seine familiären Wurzeln in der Toskana und war ein Sohn des berühmten Bass-Buffos Luigi Pacini; auch seine Mutter Isabella Paulillo war Sängerin.
Zwei seiner Onkel waren Ballett-Tänzer, einer davon auch Choreograph, und auch Giovanni erhielt als Kind zunächst (gegen seinen Willen) eine tänzerische Ausbildung, bevor er sich der Komposition zuwandte. Er hatte außerdem einen Bruder Francesco und zwei Schwestern Claudia und Giuseppina.
Seinen ersten musikalischen Unterricht bekam er durch seinen Vater. Anschließend kam er ans Konservatorium in Bologna und wurde dort Schüler des berühmten Kastraten Luigi Marchesi (Gesang) und von Padre Stanislao Mattei (Kontrapunkt). Später wechselte er nach Venedig und lernte dort bei Bonaventura Furlanetto.

### Erste Karriere
Erst 16 Jahre alt, konnte Pacini 1813 mit der Oper Annetta e Lucindo am kleinen Teatro di Santa Radegonda in Mailand debütieren. Anfangs komponierte er Opere buffe oder semiserie, in denen nicht selten auch sein Vater auftrat. Nach einer ganzen Reihe mehr oder weniger großer Misserfolge, wollte er das Komponieren schon aufgeben, hatte dann aber unerwarteten Erfolg mit der Semiseria Adelaide e Comingio, die er für den Karneval 1815–16 am Teatro Re in Mailand schrieb. Auch die Opern La sacerdotessa d'Irminsul (1817, Triest; eine Vorgängerin von Bellinis Norma) und L'Atala (1818, Padua) waren erfolgreich. Zu den beliebtesten Opern seiner frühen Karriere gehörte Il barone di Dolsheim, eine Opera semiseria, die ihre Uraufführung 1818 an der Mailänder Scala erlebte. Das Libretto stammte von Felice Romani und es sangen Raniero Remorini und Violante Camporesi.
1822 wurde Pacini von Maria Luisa von Bourbon zu ihrem Maestro di camera e capella ernannt, weshalb er nach Viareggio zog und Lucca als seine „zweite Heimat“ wählte. In seinem neuen Haus in Viareggio lebte auch seine Familie, insbesondere seine Eltern.
Die erste Oper, die Pacini für das bedeutende Teatro San Carlo in Neapel schuf (Rossinis ehemaliger Wirkstätte), war Alessandro nelle Indie (1824), die bei der Uraufführung überhaupt keinen Applaus erhielt, aber in der zweiten Aufführung in Anwesenheit des Königs bejubelt wurde. Für das gleiche Opernhaus schrieb er ein Jahr später L’ultimo giorno di Pompei, die ihre Uraufführung am 19. November 1825 mit Adelaide Tosi, Giovanni David und Luigi Lablache in den Hauptrollen erlebte, und die Pacini als „den größten Triumph meiner frühen Karriere“ bezeichnete. In der Folge erhielt er vom Impresario Domenico Barbaja einen Neun-Jahresvertrag als künstlerischer Leiter von dessen Theatern (in Neapel und Mailand), mit der Kommission, zwei Opern im Jahr zu komponieren – ein ähnlicher Vertrag wie ihn zuvor Rossini hatte.

Auch mit Gli arabi nelle Gallie (1827) hatte Pacini enormen Erfolg: die Oper wurde nach der Uraufführung an der Mailänder Scala (wieder mit Giovanni David) nicht nur in ganz Italien, sondern auch in Wien (1827), Dresden (1829), Madrid (1829), Barcelona (1830) und sogar in New York (1834) gespielt.

1827 reiste Pacini mit der Compagnie der Mailänder Scala nach Wien, wo vier seiner Opern aufgeführt wurden, darunter L’ultimo giorno di Pompei und Gli arabi nelle Gallie. Ebenfalls für Aufführungen von L’ultimo giorno di Pompei ging er 1830 nach Paris, aber der Ausbruch der Julirevolution brachte die gesamte Planung durcheinander und Pacini musste noch vor der verzögerten Premiere im Oktober wieder nach Italien zurück, wo er Verpflichtungen in Rom hatte.
Bis 1835 wurden alle seine Werke an den großen Theatern Italiens aufgeführt. Nach 1830 wurde Pacini jedoch durch Bellini und Donizetti immer mehr in die dritte Reihe gedrängt, und 1835 fiel seine Oper Carlo di Borgogna am Teatro La Fenice (Venedig) beim Publikum wie auch bei der Kritik durch. Dieses Scheitern nahm Pacini zum Anlass, sich von der Opernbühne zurückzuziehen und eine private Musikschule in Viareggio zu gründen. Mit dieser Schule hatte er großen Erfolg; später etablierte sie sich in Lucca.

### Zweite Karriere
Nach einer fünfjährigen Abstinenz von der Opernbühne, während der er sich dem Studium der Dramaturgie und Musiktheorie widmete, kehrte er 1839 mit Furio Camillo (Rom 1839) auf die Opernbühne zurück. Der Zeitpunkt für einen Neuanfang war relativ günstig, denn Bellini war 1835 gestorben und Donizetti hatte kurz zuvor Italien verlassen. In seiner nun folgenden zweiten Karrierephase folgte Pacini einem neuen hochromantischen Musik- und Opernstil, der den mittlerweile modernen Bestrebungen nach einem romantischen und dabei möglichst realistischen Musikdrama entgegenkam, wie sie vor ihm bereits von Bellini und Donizetti versucht wurden. Pacinis nun folgende neue Opern zeichnen sich durch eine dichtere, reiche Instrumentierung und sehr bunte Harmonik aus. Zusammen mit Salvadore Cammarano schuf er für das Teatro San Carlo in Neapel die Tragedia lirica Saffo (UA am 29. November 1840), die einen enormen Erfolg hatte und zu seiner bekanntesten Oper überhaupt wurde. Auch andere der in den 1840er Jahren komponierten Opern waren erfolgreich und gelten oft als seine reifsten Werke, darunter La fidanzata corsa (Neapel 1842), Maria regina d’Inghilterra und Medea (beide 1843), sowie Allan Cameron (1848). Nach 1850 wurde Pacini ähnlich wie Mercadante endgültig von dem neuen Stern am Opernhimmel, Giuseppe Verdi, in die zweite Reihe verdrängt. Trotzdem gab er nicht auf (wie lange zuvor Rossini), sondern komponierte weiterhin regelmäßig Opern. Er schrieb auch eine Sinfonia Dante, die am 15. Mai 1865 in Florenz bei den Feiern zum 600. Geburtstag des berühmten Dichters aufgeführt wurde.

Noch sieben Monate vor seinem Tod hatte Pacinis letzte Oper Berta Premiere.

### Privatleben

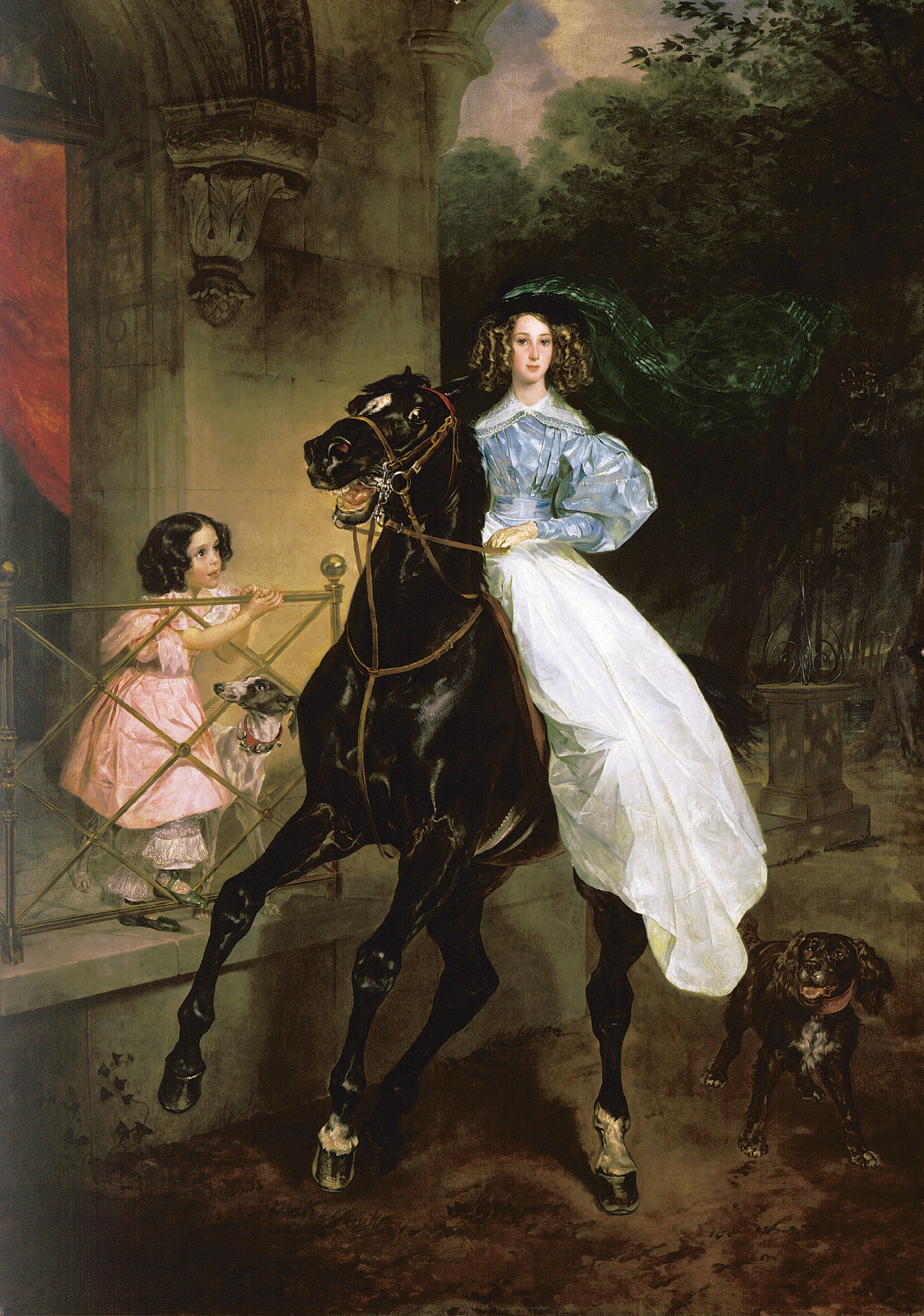
Die Töchter Pacinis, Paolina und Amazilia. Ölgemälde von Karl Brjullow, 1832

Pacini hatte als junger Mann glamouröse Affairen mit Paolina Borghese (einer Schwester Napoleons) und – nach dem Tode seiner ersten Frau – mit der russischen Gräfin Giulia (eigentl. Yuliya) Samoylova.
Er war dreimal verheiratet und hatte fünf überlebende Kinder (vier weitere starben früh). Seine erste Frau Adelaide Castelli heiratete er 1825 nur acht Tage, nachdem er sie kennengelernt hatte; sie wohnten anfangs in einem Haus seiner Schwiegereltern in Portici. Adelaide schenkte ihm drei Kinder, die ersten beiden waren die Töchter Paolina und Amazilia. Adelaide starb jedoch bereits im Frühling 1828, drei Tage nach der Geburt eines kleinen Jungen Lodovico, an Wochenbettfieber. Auch das Baby überlebte nicht lange und aus Kummer zog sich Pacini zwischenzeitlich nach Viareggio zu seiner Familie zurück.

Seine zweite Frau war die Opernsängerin Marietta Albini, die 1832 in der Uraufführung von Pacinis Il corsaro die Rolle der Gulnara sang. Marietta und Pacini hatten eine gemeinsame Tochter Giulia. Marietta starb 1849.

Um 1852/53 heiratete er seine dritte und letzte Frau Marianna Scoti, die ihm drei weitere Kinder schenkte: Isabella, Luigi und Paolina.

### Rivalitäten
Pacini wurde besonders in seiner frühen Laufbahn von seinen Konkurrenten Meyerbeer, Bellini und Donizetti stark angefeindet, die ihn in ihren Briefen teils als Intriganten, teils als bloßen Nachahmer Rossinis (oder Bellinis) hinstellten. Meyerbeer, der selber in seiner italienischen Zeit wie andere auch eindeutig ein Nachahmer Rossinis war, mokierte sich außerdem darüber, dass Pacini in seinen Anfangsjahren im Operngeschäft Hilfe durch seinen Vater Luigi bekam. Vieles von solchen Anfeindungen basierte vermutlich auf Konkurrenzneid. Auch die Presse (besonders im Ausland, wie Deutschland und Österreich, die der italienischen Oper grundsätzlich eher kritisch oder ironisch gegenüberstand) stellte Pacini oft nur wie eine Art Anhängsel Rossinis dar.
Pacini selber schreibt in seinen Memoiren, er habe ein gutes kollegiales Verhältnis zu Bellini und Donizetti gehabt. Bellini dagegen äußerte sich in Briefen ähnlich wie gegen Donizetti auch gegen Pacini eifersüchtig und feindselig und behauptete in einem Brief vom 28. Dezember 1831, dass Pacinis Mätresse Giulia Samoylova zur Premiere seiner Norma am 26. Dezember 1831 eine Claque engagiert habe, die für ein Fiasko der Oper gesorgt habe.
In seiner Spätzeit gab es Stimmen, die kein Verständnis hatten für Pacinis „tapferes“ Durchhalten beim Schreiben von Opern, und die meinten, er solle lieber Platz für junge Komponisten machen.

## Rezeption

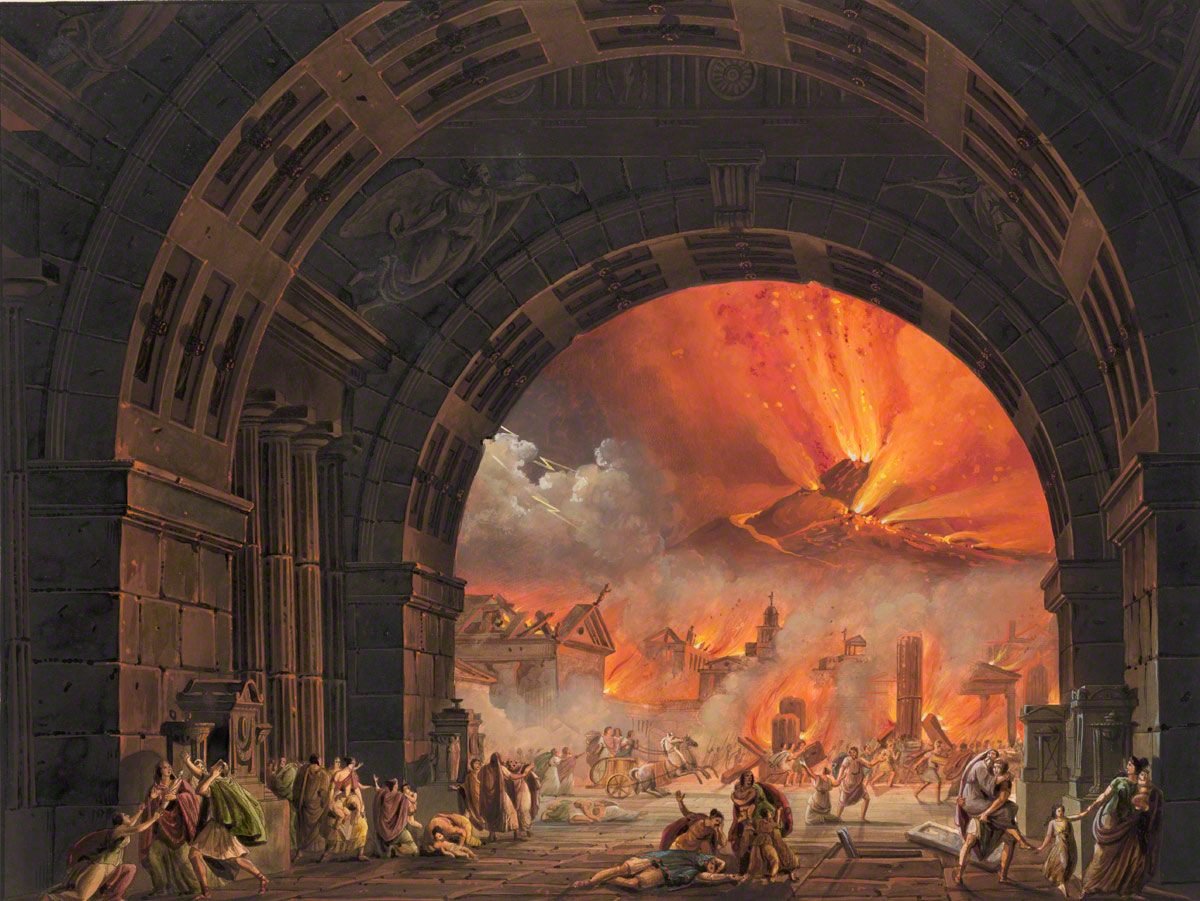
Der Ausbruch des Vesuv in Pacinis L’ultimo giorno di Pompei (Mailand 1827)

Neben seinem Hauptwerk, den etwa 74 Opern verschiedener Gattungen, komponierte Pacini 35 Oratorien und Messen. Seine Messa di Requiem von 1864 wurde bei der Überführung der sterblichen Überreste Vincenzo Bellinis von Paris nach Catania aufgeführt. In seinen kleineren Gelegenheitsarbeiten liegt ein Schwerpunkt auf Kantaten. Im Instrumentalbereich sind seine Sinfonia Dante (1864) und einige späte Streichquartette zu erwähnen. Daneben veröffentlichte er auch einige Werke zur Musiktheorie und eine Autobiographie.
Pacinis Opern umspannen einen Zeitraum von 1813 bis 1867 und gehören folglich zu ganz verschiedenen musikalischen Epochen, von der Spätklassik bis zur Hochromantik. In seiner Jugend war er ein großer Verehrer von Rossini, kann jedoch nicht als reiner Nachahmer angesehen werden, sondern fand einen eigenen Stil. Rossini selber sah in Pacini seinen begabtesten Nachfolger, während er von Bellini und Donizetti zunächst (zumindest bis etwa 1834) nicht ganz so viel hielt. Vor seinem Rückzug von der Bühne 1835 hatte Pacini mit vielen seiner Opern Erfolg, nicht nur in Italien, sondern auch an anderen europäischen Bühnen (Wien, München, Dresden, Paris). Nachdem Rossini Italien 1822 verlassen hatte, war Pacini eine Zeitlang der wohl erfolgreichste Opernkomponist in Italien, bis zum Auftreten des fünf Jahre jüngeren Bellini (ab Il pirata, 1827). Der nur ein Jahr jüngere Donizetti konnte sich erst ab etwa 1830 (mit Anna Bolena) durchsetzen. Von seinen Zeitgenossen bekam Pacini den Spitznamen „Meister der Cabaletten“, weil er diese besonders einfallsreich und spritzig gestaltete.
Nach seiner Rückkehr auf die Opernbühne hatte sich Pacinis Stil drastisch gewandelt, besonders bezüglich einer reichhaltigeren Instrumentierung und komplexeren Harmonik. Seine Opern der 1840er Jahre liegen stilistisch zwischen späten Werken von Gaetano Donizetti und Giuseppe Verdi. Reizvoll ist bei Pacini die gelegentliche Gegenüberstellung von alten und neuen Stilmitteln. Dabei weisen viele seiner Opern oft erstaunliche Sorgfalt in den Ensembles auf (schon in den 1820er Jahren, z. B. in Alessandro nelle Indie und L’ultimo giorno di Pompei). Pacini gilt unter den Belcanto-Komponisten als der interessanteste Rhythmiker vor Verdi; hier ist er variabler als Donizetti. Auch sein Melodienreichtum ist beachtlich.
Eine Einschätzung seines Spätwerks (nach 1850) ist beim derzeitigen Kenntnisstand (2019) schwierig.
Zu Beginn des 21. Jahrhunderts ist der größte Teil von Pacinis Musik nach wie vor vergessen, auch wenn ab Ende des 20. Jahrhunderts einige Opern wiederaufgeführt wurden, wie vor allem die immer als sein „Meisterwerk“ geltende Saffo, sowie Medea und L'ultimo giorno di Pompei. Ein gewisses Interesse an seinem Werk ging insbesondere von England aus, wo Opera Rara bereits in den 1980er Jahren sowohl die Oper Maria regina d'Inghilterra aufführte und Ausschnitte aus anderen Werken aufnahm und veröffentlichte. Mittlerweile liegen auch CD-Aufnahmen von Alessandro nelle Indie (1824) und dem 1835 durchgefallenen Carlo di Borgogna vor. Die Free Opera Company Zürich hat 2013 Pacinis ursprünglich für eine Privataufführung mit seiner Familie geschriebene kammermusikalische Version des Don Giovanni (1832) auf die Bühne gebracht. Sängerinnen wie Cecilia Bartoli, Joyce DiDonato oder Julie Fuchs haben einzelne, vergessene Arien in ihre Arienprogrammen aufgenommen.

## Opern (Auswahl)

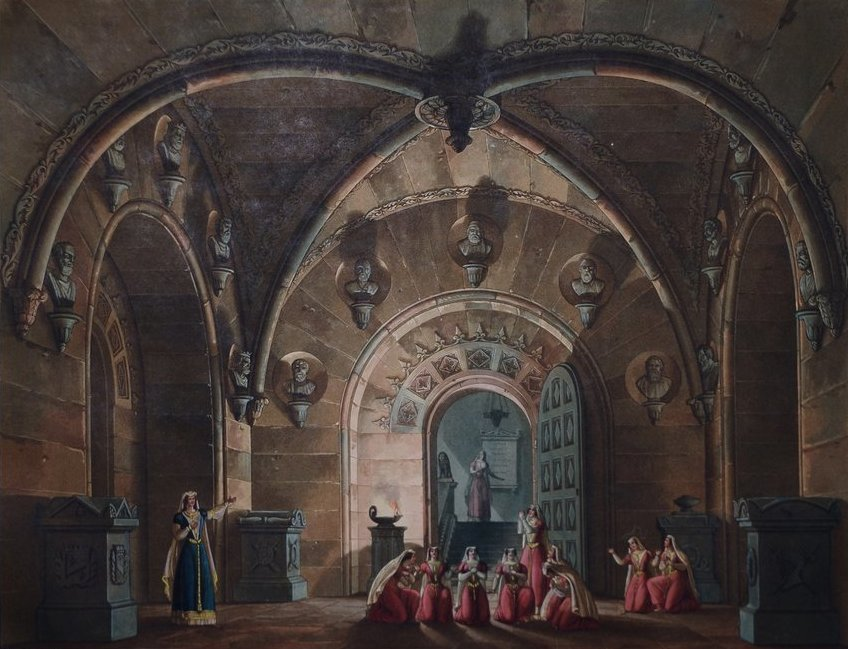
Bühnenbild für Pacinis Gli Arabi nelle Gallie von Alessandro Sanquirico

Pacini hatte mit vielen Opern großen oder wenigstens mäßigen Erfolg, ganz besonders vor 1830 und in den 1840er Jahren. Mit Ausnahme von seiner ersten aufgeführten Oper Annetta e Lucindo und dem folgenschweren Misserfolg Carlo di Borgogna, werden in der folgenden Liste ausschließlich seine erfolgreichen Opern genannt:
- 1813: Annetta e Lucindo, farsa comica (Teatro di Santa Radegonda, Mailand)
- 1817: Adelaide e Comingio, melodramma semiserio (Teatro Re, Mailand)
- 1817: La sacerdotessa d’Irminsul, melodramma eroico (Teatro Grande, Triest); u. a. mit Giovanni Battista Velluti
- 1818: Il barone di Dolsheim (auch: Federico di Prussia overo Il barone di Dolsheim), melodramma (La Scala, Mailand)
- 1819: La sposa fedele, melodramma semiserio (Teatro San Benedetto, Venedig)
- 1819: Il falegname di Livonia (Der Tischler aus Livonia), melodramma (La Scala, Mailand)
- 1820: La schiava in Bagdad, melodramma (Teatro Carignano, Turin); mit Giuditta Pasta und Luigi Pacini
- 1820: La gioventù di Enrico V, melodramma giocoso (Teatro Tordinona, Rom)
- 1821: Cesare in Egitto (Caesar in Ägypten), melodramma eroico; mit Ester Mombelli und Domenico Donzelli
- 1823: La vestale, melodramma serio (La Scala, Mailand); mit Teresa Belloc, Isabella Fabbrica und Luigi Lablache
- 1823: Il Temistocle, dramma per musica (Teatro del Giglio, Lucca); mit Rosmunda Pisaroni und Nicola Tacchinardi
- 1824: Alessandro nell’Indie, dramma per musica (Teatro San Carlo, Neapel); mit Adelaide Tosi, Caterina Liparini und Andrea Nozzari[33]
- 1825: Amazilia, dramma per musica (Teatro San Carlo, Neapel)
- 1825: L’ultimo giorno di Pompei (Der letzte Tag von Pompeji), dramma per musica (Teatro San Carlo, Neapel); mit Adelaide Tosi, Giovanni David, Luigi Lablache, Michele Benedetti u. a.
- 1827: Gli Arabi nelle Gallie ossia Il trionfo della fede,[34] melodramma serio (La Scala, Mailand); u. a. mit Brigida Lorenzani, Stefania Favelli und Giovanni David
- 1828: I crociati a Tolemaide, melodramma serio (Teatro grande, Triest); mit Rosa Mariani und Violante Camporesi
- 1829: Il contestabile di Chester, melodramma romantico (Teatro San Carlo, Neapel); mit Adelaide Tosi, Luigia Boccabati, Luigi Lablache
- 1831: Il corsaro, melodramma romantico (Teatro Apollo, Rom); mit Rosa Mariani, Marietta Albini u. a.
- 1832: Ivanhoe, melodramma (Teatro La Fenice, Venedig); mit Giuditta Grisi, Anna del Sere, Domenico Cosselli
- 1835: Carlo di Borgogna (über Karl den Kühnen), melodramma romantico (Teatro La Fenice, Venedig); mit Henriette Méric-Lalande, Giuditta Grisi und Domenico Donzelli
- 1841: Saffo, tragedia lirica (Teatro San Carlo, Neapel); u. a. mit Francilla Pixis, Gaetano Fraschini und Gian-Orazio Cartagenova
- 1842: La fidanzata corsa, melodramma tragico (Teatro San Carlo, Neapel); u. a. mit Eugenia Tadolini, Gaetano Fraschini und Giovanni Basadonna
- 1843: Maria, regina d’Inghilterra (über Maria I.), tragedia lirica (Teatro Carolino, Palermo); mit Antonietta Marini und Nicola Ivanoff
- 1843: Medea di Corinto, melodramma tragico (Teatro Carolino, Palermo)
- 1845: Lorenzino de’ Medici, tragedia lirica (Teatro La Fenice, Venedig)
- 1845: Bondelmonte, tragedia lirica (Teatro della Pergola, Florenz)
- 1845: Stella di Napoli, dramma lirico (Teatro San Carlo, Neapel); mit Eugenia Tadolini
- 1846: La regina di Cipro, dramma lirico (Teatro Regio, Turin); u. a. mit Erminia Frezzolini
- 1848: Allan Cameron (Teatro La Fenice, Venedig)
- 1855: Niccolò de’ Lapi, melodramma tragico (Rio de Janeiro, Brasilien)
- 1858: Il saltimbanco, dramma lirico (Teatro Argentina, Rom)